# Uskočnik
Uskočnik ili sigurnosni prsten (stariji naziv: Seegerov prsten) služi kao osigurač od osnog pomaka osovine ili vratila, odnosno dijelova koji leže na osovini ili vratilu, ili su umetnuti u odgovarajuće kućište. Najčešće se upotrebljavaju kao osigurači od ispada svornjaka, za pozicioniranje valjnih ležajeva na vratilu i u kućištu, te za osno pozicioniranje raznih strojnih dijelova (kolotura, ramenica, zupčanik) na osovine ili vratila. Vanjski i unutarnji uskočnici navlače se specijalnim kliještima za uskočnike na svornjake, osovine i vratila ili uvlače u provrte.

## Vrste uskočnika
Uskočnici se dijele na:
- vanjske uskočnike koji se umeću u odgovarajuće oblikovan žlijeb na osovini ili vratilu; mjere vanjskih uskočnika i žljebova u osovini ili vratilu standardizirane su prema DIN 471.
- unutarnje uskočnike koji se umeću u odgovarajuće oblikovan žlijeb u kućištu; dimenzije unutarnjih uskočnika i žljebova u kućištu standardizirane su prema DIN 472.

## Materijal uskočnika
Uskočnici se izrađuju od čelika za opruge (npr. C55E, C60E prema EN 10027-1) s vlačnom čvrstoćom Rm ≈ 1200 N/mm2, koja osigurava potrebna svojstva elastičnosti uskočnika. Naime, prilikom ugradnje uskočnike je potrebno posebnim kliještima primjereno elastično deformirati (vanjske uskočnike rastegnuti, a unutarnje suziti), kako bi ih se moglo umetnuti u žlijeb na osovini ili vratilu, odnosno u kućištu. U smjeru prema slobodnim krajevima uskočnici imaju nešto smanjen poprečan presjek, čime je osigurana jednakomjerna elastičnost uskočnika po čitavom obodu, te time jednakomjeran površinski pritisak na stjenke žljebova u radijalnom smjeru.
Uskočnicima se ne provjerava posebno čvrstoća, nego se samo provjerava moguća aksijalna sila (npr. iz djelovanja cilindričnih zupčanika s kosim zubima, stožastih zupčanika, itd) koja opterećuje uskočnik na površinski pritisak, savijanje i smik. Ta sila mora biti manja od dopuštenog osnog opterećenja uskočnika. Za velike osne sile umjesto uskočnika radije se upotrebljavaju odstojni tuljci, matice, poklopci ležajeva i druga konstrukcijska rješenja koja osiguravaju snažnije osiguranje osnog položaja strojnih dijelova.